# Wielopolka
Wielopolka – rzeka w południowo-wschodniej Polsce, prawobrzeżny dopływ Wisłoki wpadający do niej w jej 44,5 km biegu mierząc od ujścia Wisłoki. Długość Wielopolki wynosi 53,7 km a jej zlewnia ma powierzchnię 486,1 km². Źródła rzeki znajdują się na wysokości 400 m n.p.m., na Pogórzu Strzyżowskim, w rejonie wsi Nawsie (Nawsie Górne). W okolicy Ropczyc Wielopolka opuszcza Pogórze Strzyżowskie i wpływa do Kotliny Sandomierskiej.

## Dopływy
- lewobrzeżne
  - Zawadka
- prawobrzeżne
  - Bystrzyca

## Powódź
Podczas powodzi 26 czerwca 2009 zalanych zostało przez wody Wielopolki ponad 1400 domów w gminach Ropczyce i Wielopole Skrzyńskie.